# Mount Tuve
Mount Tuve är ett berg i Antarktis. Det ligger i Västantarktis. Chile gör anspråk på området. Toppen på Mount Tuve är 935 meter över havet, eller 79 meter över den omgivande terrängen. Bredden vid basen är 5,7 km.
Terrängen runt Mount Tuve är huvudsakligen platt, men västerut är den kuperad. Mount Tuve är den högsta punkten i trakten. Trakten är obefolkad. Det finns inga samhällen i närheten.